# Francisco Segura
Francisco Olegario Segura Cano (Guayaquil, 20 de junio de 1921-Carlsbad, 18 de noviembre de 2017), más conocido como Pancho Segura o "Segoo", fue un destacado tenista ecuatoriano entre las décadas de 1940 y 1960. Nació en Guayaquil, pero se mudó a los Estados Unidos a fines de los años 1930. A lo largo de su carrera amateur fue catalogado por la USTA (Asociación de Tenis de los Estados Unidos) como un jugador "extranjero" residente en los EE. UU.. Adquirió la ciudadanía estadounidense en 1991 a la edad de setenta años.
Es el único jugador que ha ganado los títulos Cleveland/Forest Hills US Pro e International Pro en tres superficies diferentes (lo que hizo de forma consecutiva desde 1950-1952). Llegó a ser el «mejor tenista masculino individual del mundo» anualmente en 1950 y 1952 compartido respectivamente con Jack Kramer y Pancho Gonzales. Otros varones en lograrlo han sido Rafael Osuna de México en 1963, Marcelo Ríos de Chile en 1998 y Gustavo Kuerten de Brasil en 2000. La primera persona latinoamericana fue Anita Lizana de Chile en 1937. Es reconocido como uno de los principales tenistas de Ecuador en la historia.

## Biografía
Segura nació en Guayaquil, Ecuador. Era el primero de siete hijos de Domingo Segura Paredes (su padre era el encargado del Guayaquil Tenis Club) y Francisca Cano. Casi muere al nacer, sufrió de hernias y malaria, y tenía mal dobladas las piernas debido al raquitismo que padeció de niño. A pesar de esto, tenía un juego de pies extremadamente rápido y un devastador golpe de derecha a dos manos, su frecuente adversario y promotor de tenis Jack Kramer alguna vez calificó el mejor disparo individual jamás producido en el tenis. Cuando tenía 17 años, Segura había ganado varios títulos en América Latina y Gardnar Mulloy, entrenador de tenis, le ofreció una beca de tenis en la Universidad de Miami. Ganó el National Collegiate Singles Championship por tres años consecutivos: en 1943, 1944 y 1945.

## Carrera amateur

### 1941
Segura ganó el campeonato de tierra batida de Brooklyn, Nueva York en mayo venciendo a Ladislav Hecht en la final. "Segura, que habla muy poco inglés (está aquí hace nueve meses), estaba demasiado emocionado para hablar después del partido". Ganó el evento de invitación Hispano en agosto venciendo a Frank Bowden en la final. Segura perdió en la segunda ronda del Campeonato de Estados Unidos, ante Bryan Grant en cinco sets. "Segura tuvo a los fanáticos de Forest Hills, por lo general tranquilos, en los pasillos con su ataque, similar al de Jack Bromwich, el australiano de doble puño. Era un gran favorito de la multitud, pero Grant recibió un aplauso para su regreso en el set final después de que Segura aparentemente lo golpeó". Pancho ganó los campeonatos del condado de Dade en diciembre superando a Gardnar Mulloy en la final. Segura "capturó una batalla de cuatro sets que tenía a varios cientos de espectadores de ojos salvajes casi parados sobre sus cabezas". Segura luego perdió en la final del Sugar Bowl ante Ted Schroeder. "Segura, que sorprendió a la multitud con su habilidad para recuperar tiros aparentemente imposibles, ganó los dos primeros sets antes de que Schroeder, sembrado el N° 1, venció la locura y comenzó a pasar al ecuatoriano constantemente".

### 1942

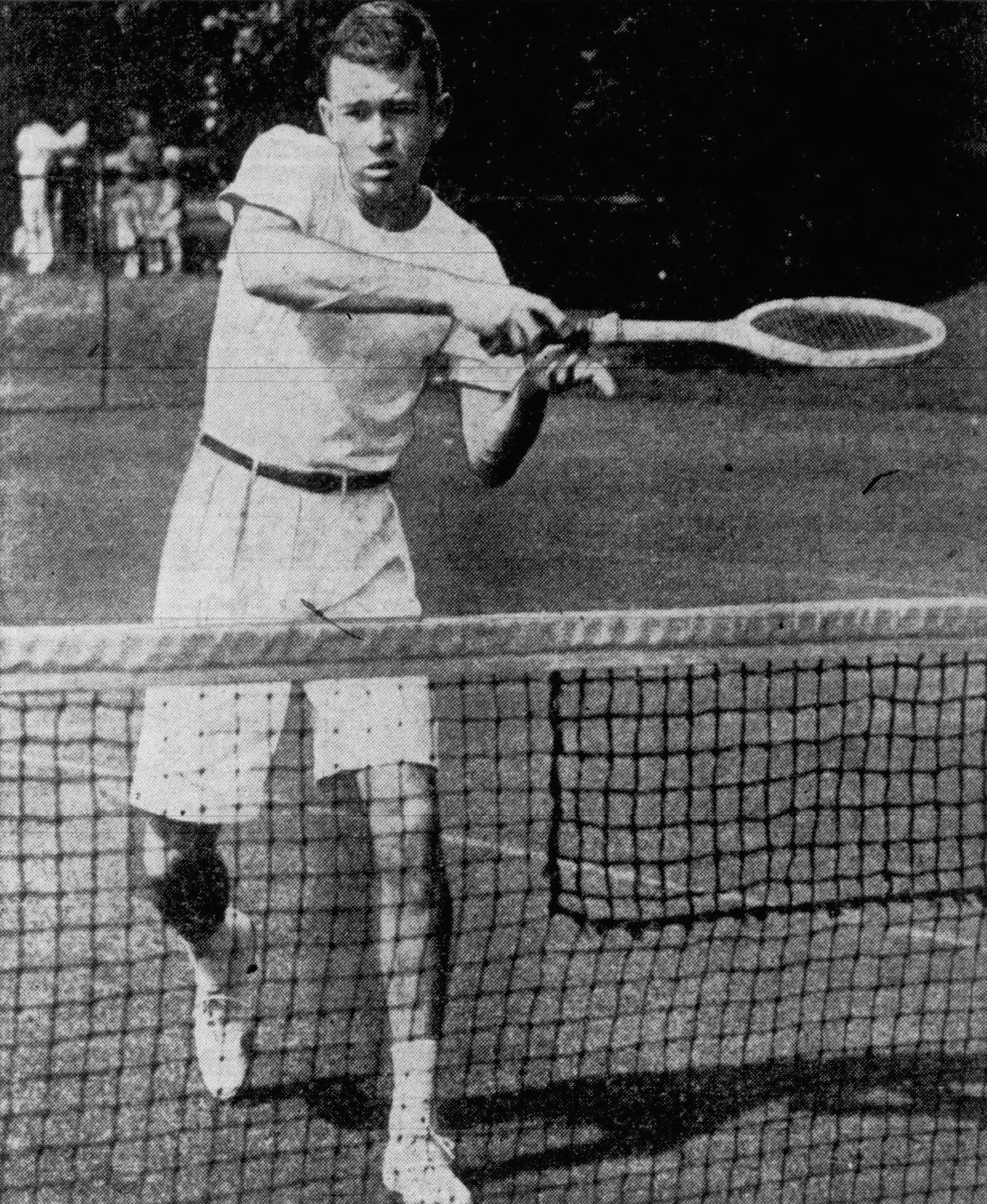
Francisco Segura a la edad de 21 años en 1942. En esa temporada llegaría a su primera semifinal de Grand Slam en lo que hoy es el Abierto de Estados Unidos.

Segura ganó el título de la costa oeste de Florida en febrero al vencer a George Lyttleton Rogers en la final; venció a Bill Talbert para ganar el evento de Cincinnati en junio y defendió con éxito su título en Brooklyn en julio, venciendo a Hecht en la final en cuatro sets. En el torneo estatal de Nueva Jersey la semana siguiente, venció a Vic Seixas y Budge Patty antes de una victoria en tres sets seguidos sobre Hecht en la final cuando no perdió un solo juego. La semana siguiente, venció a Schroeder para ganar los campeonatos de tierra batida del Este. "Las unidades de dos manos de Segura en la banca mantuvieron a Schroeder a la defensiva en todo momento y le dieron a California pocas oportunidades de acercarse. Si bien el énfasis de Segura estaba en la velocidad, lanzó un disparo ocasional para aumentar la incomodidad de Schroeder". Segura venció a Mulloy para ganar el Longwood Bowl en agosto de 1942. En el Campeonato de Estados Unidos, Segura venció a Talbert antes de perder ante Parker en las semifinales. "Independientemente de cualquier plan que Segura haya tenido en mente antes de que comenzara el partido, estuvo a merced de Parker en cada etapa del duelo". También venció a Earl Bartlett para ganar el Sugar Bowl en diciembre.

### 1943
Segura ganó el campeonato panamericano en la Ciudad de México en enero venciendo a Talbert en la final en cinco sets. Ganó el torneo de Miami sobre Campbell Gillespie en febrero. Segura ganó el evento de Nueva Jersey en julio sobre Robert Odman. Segura venció a Joe Hunt en la final de los campeonatos de la cancha de césped del Este en agosto. "Segura, ahora estudiante en Florida, estaba en la cima de su juego mientras que Hunt se debilitó rápidamente después del primer set. Después de ser derrotado en el segundo, el marinero se cambió a zapatos con púas con la esperanza de cambiar el rumbo, pero obtuvo pocos beneficios" . La semana siguiente, Segura venció a Sidney Wood para ganar la invitación de Southampton. A pesar de haber ganado varios torneos en las semanas previas al Campeonato de EE. UU., Segura perdió en las semifinales del evento ante Jack Kramer . Segura ganó los campeonatos panamericanos en la Ciudad de México sobre Talbert en octubre (un oponente familiar en la final de este torneo).

### 1944
En junio, Segura ganó el evento de la cancha de arcilla de los Estados Unidos y la semana siguiente ganó en Cincinnati (ambos sobre Talbert). Pancho ganó el torneo de los estados occidentales en julio sobre Talbert en cinco extenuantes sets en los que ambos jugadores sufrieron lesiones en las piernas y tuvieron que tomarse un tiempo para recibir tratamiento. Segura ganó la invitación de Southampton con una victoria de cuatro sets sobre McNeill en agosto. Segura perdió ante Talbert en cinco sets en las semifinales del Campeonato de Estados Unidos. "Lo que hizo que la victoria de Talbert fuera tan sorprendente fue el hecho de que se logró en cinco sets que agotaron la fuerza. La mayoría de los expertos calificaron al muchacho de Indianápolis como 'velocista', y pensó que carecía de la vitalidad para ganar la ruta. Pero Bill más que equilibró en estrategia lo que vio al enérgico ecuatoriano en resistencia ". Segura ganó el campeonato panamericano en la Ciudad de México en octubre (una vez más venció a Talbert en la final).

### 1945

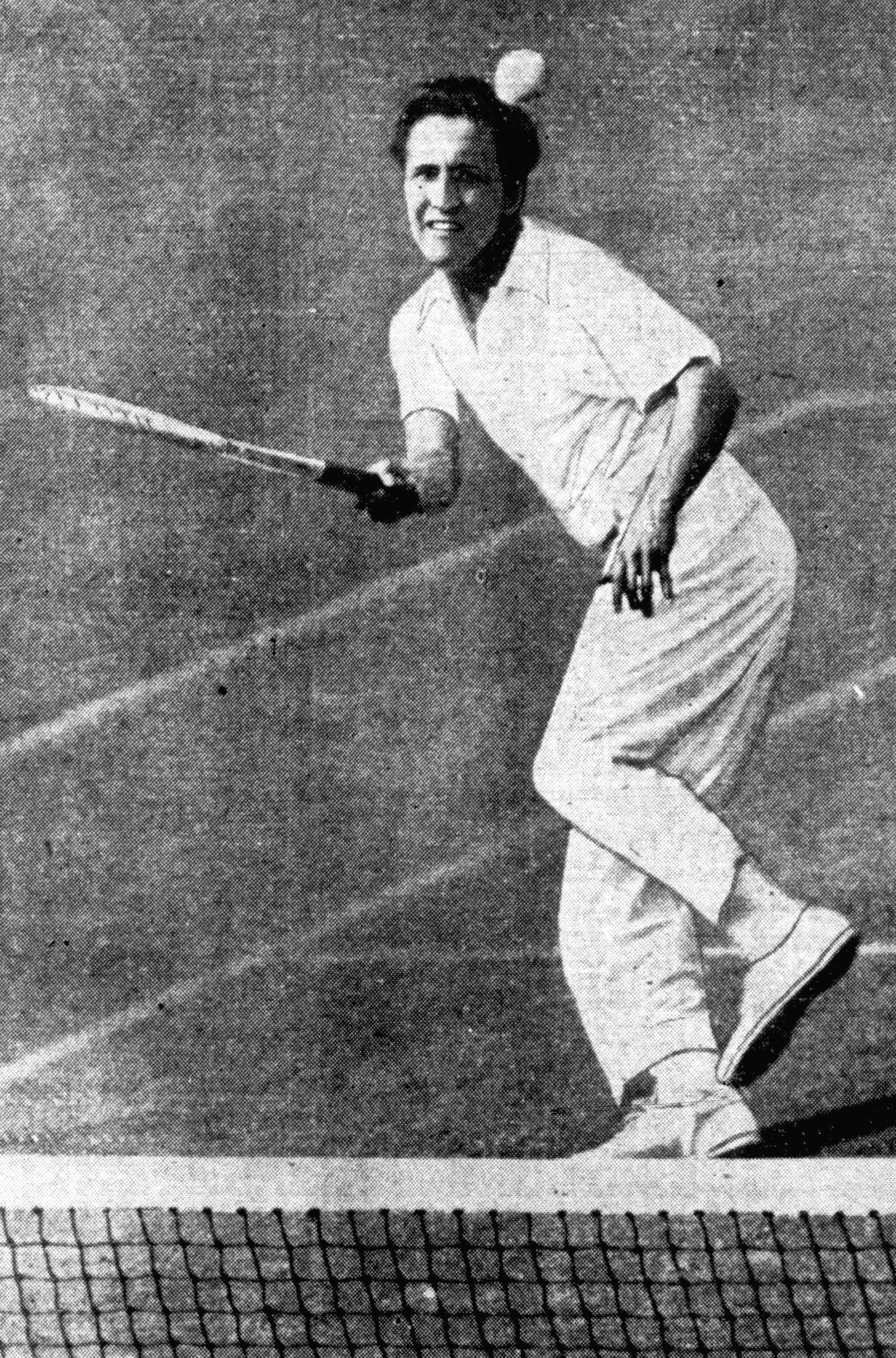
Segura en 1945.

Segura ganó el evento Roney Plaza en Miami en mayo sobre Charles Harris. Talbert venció a Segura en cinco sets en la final del campeonato nacional de tierra batida en julio. En el Campeonato de Estados Unidos, Segura venció a Bob Falkenburg antes de perder nuevamente ante Talbert en las semifinales. "Al cargar la red con efectividad cuando él y Talbert se enfrentaron en la famosa cancha central, Pancho forjó una ventaja de 4 a 1 cuando Talbert anotó tiro tras tiro. Pero luego Talbert atravesó el servicio de Segura tres veces seguidas, perdió el suyo. una vez y guardar el set arruinando la entrega de Segura con tiros cruzados en el duodécimo juego. De ahí en adelante no hubo competencia. Pancho lo intentó pero simplemente no lo consiguió ".

### 1946
Segura ganó el evento US Indoors sobre McNeill en marzo. "El sudamericano aprovechó un excelente pase aéreo y un asombroso juego defensivo en el triunfo que sacó el título de los Estados Unidos por primera vez desde que Jean Borotra lo llevó a Francia en 1931". Pancho ganó el torneo de Miami sobre Talbert en abril. Segura ganó el título en Queens sobre Dinny Pails en junio. "Segura salió de la cancha como un hombre muy cansado. Pero, aunque estaba casi exhausto, convocó la fuerza de reserva suficiente en el set final para recuperar suficientes tiros para ganar". Segura perdió en la tercera ronda de Wimbledon ante Tom Brown. Segura perdió en los últimos 16 campeonatos franceses en julio (celebrado después de Wimbledon este año) ante el eventual ganador Marcel Bernard . "En el partido más espectacular del torneo hasta la fecha, el estadio Roland Garros hizo eco con el grito de Segura de 'Oh Pancho' con el que reprendió sus propios errores". Segura perdió contra Mulloy en los cuartos de final del Campeonato de Estados Unidos. En cuatro sets.

### 1947
Segura ganó el torneo La Jolla Beach y Tennis Club sobre Tom Falkenburg en febrero. Segura perdió ante Drobny en la primera ronda de Wimbledon. Kramer escribió que Segura perdió «sin distinción (para Tom Brown y Jaroslav Drobný) las dos veces que jugó Wimbledon, y realmente, nadie se tomó en serio a Segoo. No hablaba bien el inglés, tenía un tiro extraño, y en el césped mientras Escudriñando en sus largos pantalones blancos con sus piernas, parecía una pequeña bola de mantequilla. Una bola de mantequilla sucia: sus pantalones siempre estaban manchados de hierba». Segura ganó la invitación de Southampton sobre Seymour Greenberg en agosto. [39]Segura perdió ante Parker en los cuartos de final del Campeonato de Estados Unidos. Segura ganó el título en Sao Paulo en noviembre venciendo a Parker en la final y volvió a vencer a Parker más tarde ese mes en la final de Río de Janeiro.

## Carrera profesional

### 1948
Mucho antes del Open Tennis, Segura se convirtió en profesional en 1947 y complació a la multitud de inmediato con su sonrisa ganadora, su humor contagioso y su juego poco ortodoxo pero mortal. Según Bobby Riggs, Jack Harris (el promotor de la siguiente gira de Riggs-Kramer para 1948) intentó firmar a Ted Schroeder para jugar los partidos preliminares de la gira. Finalmente fracasó y en cambio firmó a Segura para jugar contra el último campeón amateur australiano, Dinny Pails. En lugar de un porcentaje de los ingresos brutos, como se contrató a Riggs y Kramer, a Segura y Pails se les pagó $ 300 por semana. Segura perdió la gira 44–26. En los campeonatos profesionales de EE. UU. En Forest Hills en junio de 1948, Segura perdió en cuartos de final contra Frank Kovacs ". Segura mantuvo el mando sobre Kovacs durante los primeros dos sets cuando el californiano nunca pudo romper el servicio de su oponente. Pero en el tercer juego del tercer set, Kovacs se abrió paso para asumir una ventaja de 2-1 y se volvió progresivamente más fuerte desde ese punto ".

### 1949
Segura perdió un duro partido contra Kramer en cinco sets en las semifinales en el campeonato Wembley Pro en junio. «Cuando Kramer hizo muchos tiros malos al comienzo del quinto set y Segura llegó a 3-1, parecía que el campeón se enfrentaba a una derrota. Sin embargo, fue el pequeño y valiente Segura quien falló y permitió que el campeón se arrastrara a casa.» Kramer también venció a Segura en las semifinales del torneo en Scarborough en julio.

### 1950
Segura ganó la gira de 1949-50 contra Frank Parker 63–12 (jugaron el partido preliminar cada noche antes de que Kramer y Gonzales llegaran a la cancha). Segura ganó un torneo de cuatro hombres en París en enero. En la semifinal del US Pro Championship de 1950 celebrado en Cleveland en tierra batida, Segura ganó un partido de cinco sets sobre Kramer, y luego venció a Kovacs en la final. Segura fue calificado como el profesional número uno para 1950 por la Asociación de Tenis de Césped Profesional de los Estados Unidos como resultado de esta victoria.

### 1951

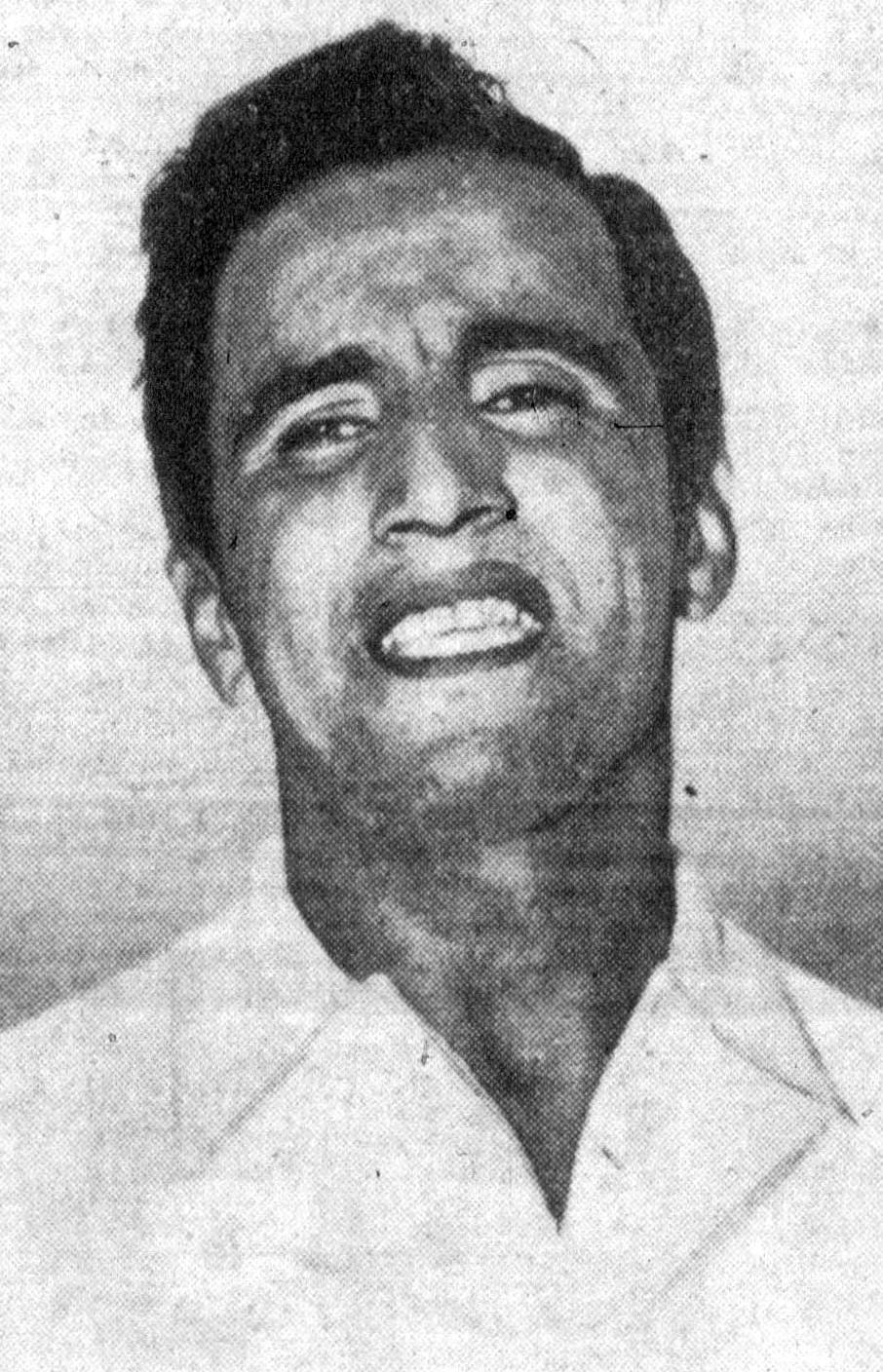
Francisco Segura en su etapa como profesional en 1951.

En la gira profesional de 1950-1951 en la que Segura jugó el partido principal contra Kramer, fue derrotado 64 partidos a 28, un rendimiento notablemente mejor, sin embargo, que el récord de 29 victorias y 94 derrotas de Gonzales contra Kramer el año anterior. Segura ganó el título Pro canadiense en junio superando a Kovacs en la final. La victoria de Segura en el Campeonato de Estados Unidos de 1951 en Forest Hills sobre Pancho Gonzales en el round robin final fue suficiente para darle la clasificación número uno por la USPLTA para 1951. Segura ganó un torneo en Berlín en septiembre, superando Gonzales en el round robin final. Segura perdió ante Gonzales en cuatro sets en la final en Wembley en septiembre. Segura ganó un torneo de cuatro hombres en el Bygdøhus Arena en Oslo en octubre venciendo a Carl Earn en las semifinales y a Gonzales en la final.

### 1952
Para el año calendario de 1952, cuando Kramer, Don Budge y Gonzales jugaron esporádicamente, Segura se clasificó como el no mundial. 1 jugador de la US Professional Lawn Tennis Association por tercer año consecutivo, con Gonzales en el no. 2. Segura ganó el título de Pro Clay Court de Estados Unidos en San Agustín en marzo venciendo a Riggs en la final. Segura ganó el título del Campeonato Internacional Profesional en Cleveland en junio sobre Budge y Gonzales (Cleveland cambió su nombre en 1951 a International Pro y luego a World Pro. No hubo título US Pro autorizado por USPLTA en 1952, 1953 o 1955-61 , aunque el evento celebrado en Cleveland fue considerado como el Pro de Estados Unidos). Segura ganó el Canadian Pro en junio superando a Budge en la final. Segura ganó un evento de todos contra todos en París en junio. Segura ganó un evento de cuatro hombres en Estocolmo en octubre venciendo a Budge en la final.

### 1953
En 1953, Segura se vio reducido a jugar el partido preliminar en la gira de la Serie Mundial, donde venció al australiano Ken McGregor 72 partidos a 24. En julio, Segura ganó un round robin en Caracas venciendo a Frank Sedgman, McGregor y Kramer. El 1 de agosto de 1953, Segura ganó el Slazenger Professional Championship en Scarborough, Inglaterra, sobre hierba (un evento denominado por los medios "el pro Wimbledon"). Ganó cinco partidos de set-back por detrás de McGregor en la semifinal y Sedgman en la final, este último con 8-6 en el quinto set. Segura ganó un torneo de cuatro hombres en Múnich en septiembre venciendo a Sedgman en la final. Segura venció a Sedgman en la final de Lyon (otro evento de 4 hombres) en noviembre para cerrar el año.

### 1954
Segura participó en una gira de la Serie Mundial con Gonzales, Sedgman y Budge (quien luego fue reemplazado por Riggs y Earn). Gonzales ganó la serie. Segura quedó en segundo lugar ante Gonzales en la final profesional de los Estados Unidos de 1954 en Los Ángeles, perdiendo una final cerrada de cinco sets. Segura ganó el Pacific Coast Pro en Beverly Hills en agosto sobre Gonzales. En el Australian Pro en noviembre, Segura venció a Gonzales antes de perder en la final ante Sedgman.

### 1955
Segura se enfrentó a Gonzales en la final en Cleveland en abril de 1955. Este evento se jugó bajo el Sistema de puntuación simplificado de Van Alen (VASSS). En la final, Segura perdió contra Gonzales en cinco sets VASSS. Segura recorrió Europa con Gonzales, McGregor y Fred Perry en el verano de 1955.

### 1956
En 1955-56, Gonzales y Tony Trabert jugaron el partido principal de la gira de la Serie Mundial. Segura venció a Rex Hartwig 56-22 (Segura y Hartwig jugaron el partido preliminar cada noche). Segura venció a Trabert en la final del Hamilton Pro en Bermuda en abril. Segura venció a Trabert en las semifinales en el evento VASSS en abril en Cleveland antes de perder ante Gonzales en la final. "Aunque Gonzales dijo que no 'participaría en otro campeonato si se usara el sistema de puntuación de ping-pong', Segura dijo que estaba a favor, alegando que hizo que los partidos fueran más parejos". El evento volvió a la puntuación tradicional en 1957.

### 1957
En febrero de 1957, Segura ganó el Torneo de Campeones Ampol inaugural en White City, Sídney, Australia. El TOC fue la serie más prestigiosa de torneos profesionales a fines de la década de 1950, y la versión australiana fue financiada por Ampol, la compañía petrolera australiana. El dinero del premio fue de AUS £ 7,500, (superado en la era profesional de Kramer solo por el TOC Kooyong de 1958, que fue de AUS £ 10,000. El 1959 Sydney TOC sería un premio en efectivo de AUS £ 5,000). Segura derrotó a Hartwig en cinco sets en la primera ronda, vino desde atrás para vencer a Gonzales en 13-11 en el quinto set en la semifinal, y ganó en tres sets consecutivos sobre Sedgman en la final. Segura consideró esto como su mayor victoria en el torneo. Kramer designó el torneo de Sídney como uno de los cuatro torneos profesionales más importantes, junto con Kooyong, Forest Hills y LA Masters. Segura venció a Pails en una gira por América del Norte que fue la gira de la cartelera para la Serie Mundial (el concurso principal contó con Gonzales contra Ken Rosewall). Segura venció a Rosewall en las semifinales en Cleveland en abril, pero perdió ante Gonzales en la final. Segura venció a Gonzales en las semifinales en Wembley en septiembre, pero perdió en la final ante Rosewall.

### 1958
Segura perdió una gira norteamericana a Trabert por un margen estrecho (esta gira fue una gira de la cartelera de la Serie Mundial. El concurso principal contó con Gonzales contra Lew Hoad ). En mayo, Segura ganó los campeonatos de Alaska Pro superando a Trabert en la final. En julio, Segura ganó el LA Masters Pro Championship en Los Ángeles, uno de los cuatro mejores torneos profesionales. Segura derrotó a los seis oponentes en un formato de todos contra todos, Gonzales, Hoad, Rosewall, Trabert, Sedgman y Hartwig. Kramer designó al LA Masters como uno de los cuatro torneos profesionales más importantes, junto con Forest Hills, Kooyong y Sídney.

### 1959
En el Wembley Pro en septiembre, Segura venció a Hoad y Trabert antes de perder ante Mal Anderson en la final. "La final de singles de Anderson con Segura fue memorable, y no fue hasta los últimos juegos del set decisivo que realmente superó a un oponente dieciséis años mayor que él". El 25 de octubre de 1959, Segura ganó el torneo Ramat Gan en Tel Aviv en Israel, superando a Anderson, Ashley Cooper y Mervyn Rose .

### 1960
Segura participó en una serie mundial de todos contra todos con Gonzales, Rosewall y Álex Olmedo (Trabert también jugó partidos desde el principio). Gonzales ganó la serie. En Wembley Segura venció a Hoad en los cuartos de final. "Segura centelleó y deslumbró, recorriendo la cancha a una velocidad que hacía imposible que alguien creyera que tenía 39 años". En las semifinales, Segura venció a Sedgman. «Hacia el final de su semifinal de tres horas con Sedgman, mostró signos de cansancio. Perdió oportunidades que podrían haberle dado una victoria anterior, pero aún así pudo hacer el esfuerzo final que le dio un descanso en el noveno juego de el quinto set y el partido.» Segura perdió contra Rosewall en la final.

### 1961

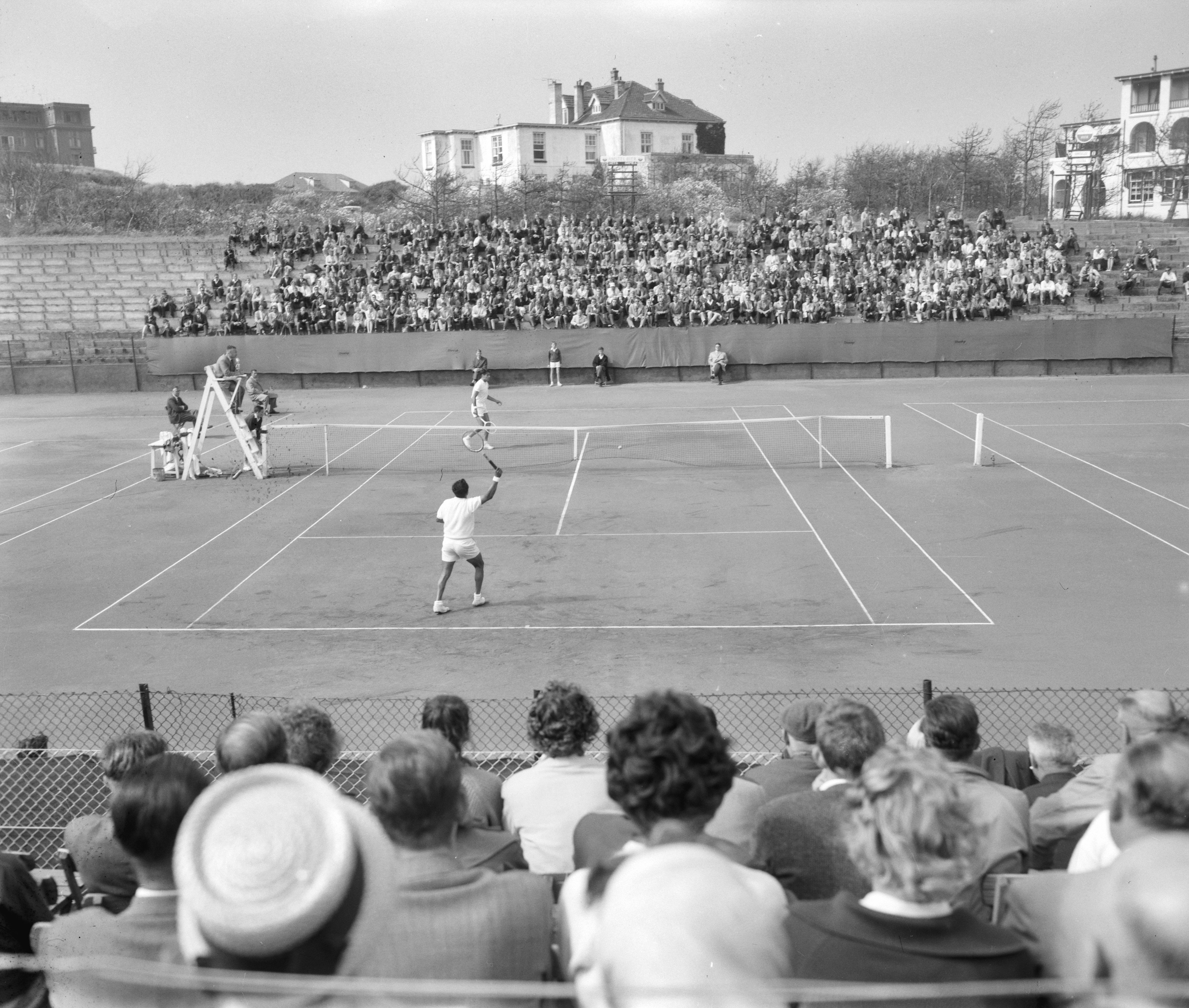
Pancho Segura (delante) vs Pancho Gonzales en el Campeonato Profesional de Holanda en Noordwijk, el 4 de agosto de 1961.

Segura ganó torneos de cuatro hombres en Sao Paulo y Río de Janeiro en mayo mientras recorría América del Sur con Cooper, Olmedo y Butch Buchholz .[94] Segura ganó el evento de San Remo en julio sobre Hoad y Andrés Gimeno y luego ganó el evento de Viareggio sobre Hoad y Trabert. En Noordwijk en agosto, Segura venció a Gonzales, Trabert y Gimeno para ganar el título.

### 1962
Segura perdió ante Buchholz en la final de Cleveland en mayo de 1962 cuando tenía casi 41 años. El 5 de agosto de 1962, Segura ganó el Campeonato Pro Holandés en La Haya, Holanda, en arcilla roja, venciendo a Ayala, Hoad y Olmedo. En Cave de Tirreni en agosto, Segura venció a Ayala, Olmedo y Anderson para ganar el título. El 15 de agosto de 1962, Segura ganó el torneo profesional en Cannes, Francia, venciendo a Ayala, Olmedo y Hoad en la final del mejor set de cinco en tres sets seguidos.

### 1963-1970
Segura ganó el California Pro en Monterrey en agosto de 1965 (superando a Leonzie Collas en la final). Ganó el torneo de Fresno en octubre de 1965 (venciendo a Nick Carter en la final). En Binghamton Pro en julio de 1966, Segura, de 45 años, venció a Rosewall en las semifinales antes de perder en la final ante Rod Laver . En el torneo de Fresno en octubre de 1966, Segura retuvo su título (superando a Barry MacKay en la final). Segura también ganó el título de la USPLTA en Milwaukee en noviembre de 1966 venciendo a Mike Davies en la final. Cuando llegó la era Open, la carrera de Segura estaba llegando a su fin. Entró en el US Open en 1968 y perdió en la tercera ronda ante Laver. Su última aparición en un Grand Slam fue en el US Open de 1970 a los 49 años, donde venció a Atet Wijono, antes de perder ante Tito Vázquez en la segunda ronda.

## Evaluación de su carrera
Kramer continuó diciendo: "... y aunque su récord amateur no tiene consecuencias, venció a todos los profesionales, excepto a Gonzales y a mí. Lo vencimos con buenos segundos servicios". Un año antes, otro jugador número 1 del mundo, Ellsworth Vines, el hombre que Kramer llamó el mejor jugador de todos los tiempos en el apogeo de su juego, había publicado un libro menos conocido llamado Tennis: Myth and Method, coescrito con Gene Vier. Vines dedica la primera parte del libro a capítulos individuales sobre los diez mejores tenistas de Don Budge hasta la fecha de publicación del libro. Consideró a Segura como el quinto mejor de estos diez grandes jugadores, detrás, en orden, Budge, Kramer, Gonzales y Rod Laver. Segura, sin embargo, se ubicó por encima de Bobby Riggs, Ken Rosewall, Lew Hoad, Frank Sedgman y Tony Trabert .
Vines también ofrece un análisis experto del estilo de juego inusual de Segura:
El golpe de derecha con dos manos es el golpe más destacado en la historia del juego; inmejorable a menos que el oponente pueda evitarlo. Mejoró como profesional aprovechando la habilidad de volea que raramente usaba como aficionado. El revés también es mejor más tarde en la carrera. Los retornos sirven de manera brillante, particularmente en el lado derecho donde los movimientos de mercurio le dan un talento de posicionamiento inusual. Sirve solo un promedio para su clase de jugador pero está bien ubicado, como está por encima. Volea muy hábil, particularmente fuera de derecha. Lob y Dropshot sin igual. Excelentes tiros de pase, cambio de ritmo y consistencia absoluta lo convierten en el mejor "hombrecito" que jamás haya jugado el juego.
Segura, dice Kramer, probablemente jugó "más partidos contra los mejores jugadores que nadie en la historia. Además de mi par de cientos, debe haber jugado a Gonzales ciento cincuenta, y Budge , Sedgman , Riggs , Hoad y Rosewall alrededor de cincuenta cada uno . de que lo golpearon alrededor del 80 por ciento del tiempo, y González también mantuvo una ventaja sobre él. cubos de él en la gira 41-31 Kramer-Riggs vencieron, pero fue entonces cuando Segoo todavía estaba aprendiendo a jugar superficies rápidas. Con todos los demás, él tenía la ventaja: Sedgman, Rosewall, Hoad, Trabert, McGregor ". Kramer y Hoad consideraron el golpe de derecha de dos manos de Segura como el mayor golpe de tenis que jamás hayan enfrentado. Según Kramer,
Posiblemente el revés de Budge fue el mejor golpe puro en el tenis. Aceptó ese juicio. Ahora ponga un arma en mi cabeza, y tendría que decir que la derecha del Segura fue mejor, porque podía disfrazarlo muy bien y golpear muchos más ángulos.
Kramer continúa diciendo, sin embargo, que con Segura:
nunca aprendió a explotar su gran arma de derecha porque la usaba con demasiada frecuencia. No sabía cómo mantener el ritmo y elegir sus lugares. Quizás fue demasiado rápido para su propio bien; Era tan rápido que podía correr alrededor de cualquier cosa y llegar a su derecha. Probablemente golpeó su derecha cuatro veces más que su revés. Segoo corrió demasiado lejos y malgastó su energía en el proceso.

## Retiro

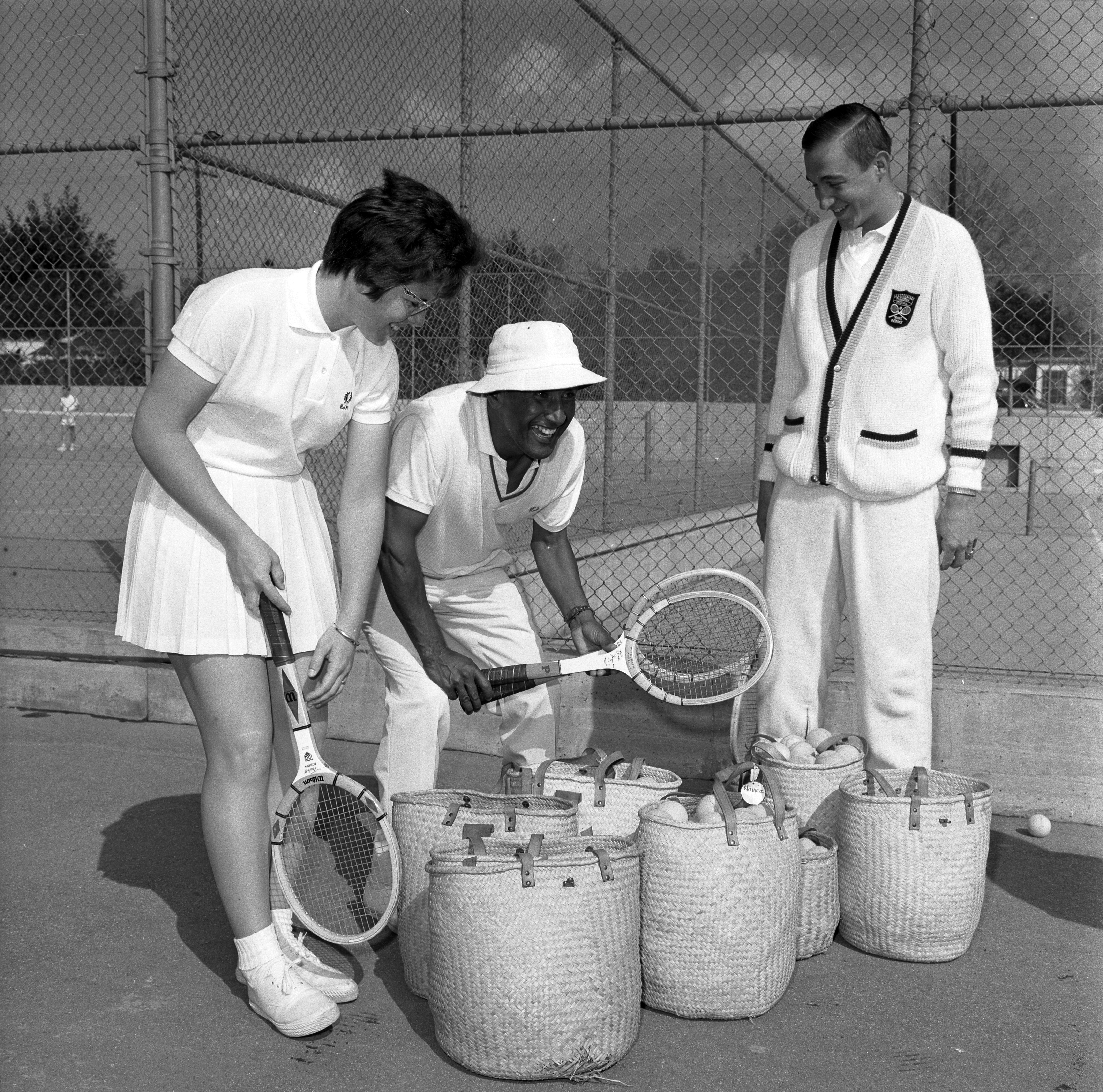
Segura, junto a Billie Jean King y Stan Smith en Los Ángeles (1966).

En 1962, por recomendación del buen amigo Mike Franks, Segura se convirtió en el profesional docente del Beverly Hills Tennis Club, reemplazando a Carl Earn. La mayoría de los estudiantes de Pancho eran estrellas de cine como Dinah Shore, Doris Day, Julie Andrews, Richard Conte, Shelley Winters, Charlton Heston, Barbra Streisand, Dina Merrill, Kirk Douglas, Robert Evans, Lauren Bacall, Gene Hackman, Carl Reiner, Barbara Marx, George C. Scott, Janet Leigh y Ava Gardner, así como Dean Paul Martin.
Segura también encontró tiempo para entrenar a Jimmy Connors, Tracy Austin, Charlie Pasarell y Stan Smith, cuatro grandes campeones de tenis, así como a su hijo Spencer Segura, que jugó en UCLA, y es abogado / inversor. En 1971, dejó Beverly Hills para convertirse en el profesor principal en el La Costa Resort en Carlsbad, California, donde finalmente se retiró. Se le atribuye ampliamente haber guiado y estructurado el juego de Jimmy Connors, a partir de los 16 años, en 1968, cuando su madre, Gloria, lo llevó a Pancho en California para recibir lecciones. Dr. Abraham Verghese describe tomar una lección de tenis de Segura durante este período en su libro The Tennis Partner.
Antes del famoso partido de tenis "Batalla de los sexos" entre Billie Jean King y Bobby Riggs en 1973, Segura apoyó abiertamente a Riggs. Cuando King ganó el partido, Segura declaró disgustado que Riggs era solo el tercer mejor jugador senior, detrás de él y Gardnar Mulloy. Él desafió a King a otro combate, que King rechazó.
En el episodio de 1966 de I Dream of Jeannie titulado "Always on Sunday", Segura hizo un cameo como él mismo.
Segura se retiró de jugar Individuales después del Abierto de Estados Unidos 1970 en Forest Hills a los 49 años. Fue incluido en el Salón Internacional de la Fama del Tenis en Newport, Rhode Island, en 1984.
Segura se convirtió en ciudadano estadounidense en 1991.

## Muerte
Segura murió el 18 de noviembre de 2017, a la edad de 96 años en su casa en Carlsbad, California, por complicaciones relacionadas con la enfermedad de Parkinson. El 17 de diciembre de 2017 se llevó a cabo un servicio conmemorativo para la celebración de su vida en el Beverly Hills Tennis Club con 200 asistentes. Spencer Segura fue el maestro de la ceremonia con 10 oradores destacados, incluidos Burt Bacharach, Jimmy Connors, Mike Franks, Cliff Richey, Charlie Pasarell, Tracy Austin y David Kramer.

## Torneos de Grand Slam

### Finalista en Dobles (2)
| Año  | Torneo        | Pareja        | Oponentes en la final         | Resultado            |
| 1944 | US Open       | Bill Talbert  | Don McNeill Robert Falkenburg | 5-7 4-6 6-3 1-6      |
| 1946 | Roland Garros | Enrique Morea | Marcel Bernard Yvon Petra     | 5-7 3-6 6-0 6-1 8-10 |

### Finalista en Dobles Mixto (2)
| Año  | Torneo  | Pareja       | Oponentes en la final                | Resultado |
| 1943 | US Open | Pauline Betz | Margaret Osborne duPont Bill Talbert | 8-10 4-6  |
| 1947 | US Open | Gussie Moran | Louise Brough John Bromwich          | 3-6 1-6   |

## Clasificación histórica
Segura se unió al circuito de tenis profesional en 1948 y, como consecuencia, se le prohibió competir en los Grand Slams amateur hasta el comienzo de la Era Abierta en el Roland Garros de 1968. 

### Individuales
|                                         | 1941                                    | 1942                                    | 1943                                    | 1944                                    | 1945                                    | 1946                                    | 1947                                    | 1948                                    | 1949                                    | 1950                                    | 1951                                    | 1952                                    | 1953                                    | 1954                                    | 1955                                    | 1956                                    | 1957                                    | 1958                                    | 1959                                    | 1960                                    | 1961                                    | 1962                                    | 1963                                    | 1964                                    | 1965                                    | 1966                                    | 1967                                    | 1968                                    | 1969                                    | 1970                                    | G/C    | W–L   | Win % |
| Torneos de Grand Slam                   | Torneos de Grand Slam                   | Torneos de Grand Slam                   | Torneos de Grand Slam                   | Torneos de Grand Slam                   | Torneos de Grand Slam                   | Torneos de Grand Slam                   | Torneos de Grand Slam                   | Torneos de Grand Slam                   | Torneos de Grand Slam                   | Torneos de Grand Slam                   | Torneos de Grand Slam                   | Torneos de Grand Slam                   | Torneos de Grand Slam                   | Torneos de Grand Slam                   | Torneos de Grand Slam                   | Torneos de Grand Slam                   | Torneos de Grand Slam                   | Torneos de Grand Slam                   | Torneos de Grand Slam                   | Torneos de Grand Slam                   | Torneos de Grand Slam                   | Torneos de Grand Slam                   | Torneos de Grand Slam                   | Torneos de Grand Slam                   | Torneos de Grand Slam                   | Torneos de Grand Slam                   | Torneos de Grand Slam                   | Torneos de Grand Slam                   | Torneos de Grand Slam                   | Torneos de Grand Slam                   | 0 / 12 | 27–12 | 69.2  |
| --------------------------------------- | --------------------------------------- | --------------------------------------- | --------------------------------------- | --------------------------------------- | --------------------------------------- | --------------------------------------- | --------------------------------------- | --------------------------------------- | --------------------------------------- | --------------------------------------- | --------------------------------------- | --------------------------------------- | --------------------------------------- | --------------------------------------- | --------------------------------------- | --------------------------------------- | --------------------------------------- | --------------------------------------- | --------------------------------------- | --------------------------------------- | --------------------------------------- | --------------------------------------- | --------------------------------------- | --------------------------------------- | --------------------------------------- | --------------------------------------- | --------------------------------------- | --------------------------------------- | --------------------------------------- | --------------------------------------- | ------ | ----- | ----- |
| Abierto de Australia                    | No disputado                            | No disputado                            | No disputado                            | No disputado                            | No disputado                            | A                                       | A                                       | No participó                            | No participó                            | No participó                            | No participó                            | No participó                            | No participó                            | No participó                            | No participó                            | No participó                            | No participó                            | No participó                            | No participó                            | No participó                            | No participó                            | No participó                            | No participó                            | No participó                            | No participó                            | No participó                            | No participó                            | No participó                            | A                                       | A                                       | 0 / 0  | 0–0   | –     |
| Roland Garros                           | No disputado                            | No disputado                            | No disputado                            | No disputado                            | No disputado                            | 3R                                      | A                                       | No participó                            | No participó                            | No participó                            | No participó                            | No participó                            | No participó                            | No participó                            | No participó                            | No participó                            | No participó                            | No participó                            | No participó                            | No participó                            | No participó                            | No participó                            | No participó                            | No participó                            | No participó                            | No participó                            | No participó                            | A                                       | A                                       | A                                       | 0 / 1  | 2–1   | 66.7  |
| Wimbledon                               | No disputado                            | No disputado                            | No disputado                            | No disputado                            | No disputado                            | 3R                                      | 1R                                      | No participó                            | No participó                            | No participó                            | No participó                            | No participó                            | No participó                            | No participó                            | No participó                            | No participó                            | No participó                            | No participó                            | No participó                            | No participó                            | No participó                            | No participó                            | No participó                            | No participó                            | No participó                            | No participó                            | No participó                            | A                                       | A                                       | A                                       | 0 / 2  | 2–2   | 50.0  |
| US Open                                 | 2R                                      | SF                                      | SF                                      | SF                                      | SF                                      | CF                                      | CF                                      | No participó                            | No participó                            | No participó                            | No participó                            | No participó                            | No participó                            | No participó                            | No participó                            | No participó                            | No participó                            | No participó                            | No participó                            | No participó                            | No participó                            | No participó                            | No participó                            | No participó                            | No participó                            | No participó                            | No participó                            | 3R                                      | A                                       | 2R                                      | 0 / 9  | 23–9  | 71.9  |
| Torneos Pro Slam                        | Torneos Pro Slam                        | Torneos Pro Slam                        | Torneos Pro Slam                        | Torneos Pro Slam                        | Torneos Pro Slam                        | Torneos Pro Slam                        | Torneos Pro Slam                        | Torneos Pro Slam                        | Torneos Pro Slam                        | Torneos Pro Slam                        | Torneos Pro Slam                        | Torneos Pro Slam                        | Torneos Pro Slam                        | Torneos Pro Slam                        | Torneos Pro Slam                        | Torneos Pro Slam                        | Torneos Pro Slam                        | Torneos Pro Slam                        | Torneos Pro Slam                        | Torneos Pro Slam                        | Torneos Pro Slam                        | Torneos Pro Slam                        | Torneos Pro Slam                        | Torneos Pro Slam                        | Torneos Pro Slam                        | Torneos Pro Slam                        | Torneos Pro Slam                        | Torneos Pro Slam                        | Torneos Pro Slam                        | Torneos Pro Slam                        | 3 / 35 | 57–32 | 64.0  |
| U.S. Pro                                | A                                       | A                                       | A                                       | NH                                      | A                                       | A                                       | A                                       | CF                                      | A                                       | G                                       | G                                       | G                                       | A                                       | SF                                      | F                                       | F                                       | F                                       | SF                                      | SF                                      | SF                                      | A                                       | F                                       | CF                                      | CF                                      | CF                                      | 1R                                      | CF                                      |                                         |                                         |                                         | 3 / 17 | 26–14 | 65.0  |
| French Pro                              | No disputado                            | No disputado                            | No disputado                            | No disputado                            | No disputado                            | No disputado                            | No disputado                            | No disputado                            | No disputado                            | No disputado                            | No disputado                            | No disputado                            | No disputado                            | No disputado                            | No disputado                            | A                                       | NH                                      | CF                                      | CF                                      | CF                                      | SF                                      | CF                                      | A                                       | A                                       | CF                                      | A                                       | A                                       | 0 / 6                                   | 7–6                                     | 53.8                                    |        |       |       |
| Wembley Pro                             | No disputado                            | No disputado                            | No disputado                            | No disputado                            | No disputado                            | No disputado                            | No disputado                            | No disputado                            | SF                                      | A                                       | F                                       | SF                                      | SF                                      | NH                                      | NH                                      | SF                                      | F                                       | CF                                      | F                                       | F                                       | SF                                      | SF                                      | A                                       | A                                       | CF                                      | A                                       | A                                       | 0 / 12                                  | 24–12                                   | 66.7                                    |        |       |       |
| Victorias – Derrotas                    | 1–1                                     | 4–1                                     | 3–1                                     | 3–1                                     | 3–1                                     | 7–3                                     | 4–2                                     | 2–1                                     | 2–1                                     | 4–0                                     | 7–1                                     | 6–1                                     | 2–1                                     | 1–1                                     | 2–1                                     | 4–2                                     | 4–2                                     | 2–3                                     | 5–3                                     | 4–3                                     | 4–2                                     | 4–3                                     | 0–1                                     | 1–1                                     | 3–3                                     | 0–1                                     | 0–1                                     | 1–1                                     | 0–0                                     | 1–1                                     | 3 / 47 | 84–44 | 65.6  |
| Otros torneos profesionales importantes | Otros torneos profesionales importantes | Otros torneos profesionales importantes | Otros torneos profesionales importantes | Otros torneos profesionales importantes | Otros torneos profesionales importantes | Otros torneos profesionales importantes | Otros torneos profesionales importantes | Otros torneos profesionales importantes | Otros torneos profesionales importantes | Otros torneos profesionales importantes | Otros torneos profesionales importantes | Otros torneos profesionales importantes | Otros torneos profesionales importantes | Otros torneos profesionales importantes | Otros torneos profesionales importantes | Otros torneos profesionales importantes | Otros torneos profesionales importantes | Otros torneos profesionales importantes | Otros torneos profesionales importantes | Otros torneos profesionales importantes | Otros torneos profesionales importantes | Otros torneos profesionales importantes | Otros torneos profesionales importantes | Otros torneos profesionales importantes | Otros torneos profesionales importantes | Otros torneos profesionales importantes | Otros torneos profesionales importantes | Otros torneos profesionales importantes | Otros torneos profesionales importantes | Otros torneos profesionales importantes | 1 / 6  | 7–14  | 33.3  |
| Torneo de Campeones (USA)               | No disputado                            | No disputado                            | No disputado                            | No disputado                            | No disputado                            | No disputado                            | No disputado                            | No disputado                            | No disputado                            | No disputado                            | No disputado                            | No disputado                            | No disputado                            | No disputado                            | No disputado                            | No disputado                            | 6th                                     | 5th                                     | CF                                      | NH                                      | NH                                      | NH                                      | NH                                      | NH                                      | NH                                      | NH                                      | NH                                      |                                         |                                         |                                         | 0 / 3  | 3-9   | 25.0  |
| Torneo de Campeones (AUS)               | No disputado                            | No disputado                            | No disputado                            | No disputado                            | No disputado                            | No disputado                            | No disputado                            | No disputado                            | No disputado                            | No disputado                            | No disputado                            | No disputado                            | No disputado                            | No disputado                            | No disputado                            | No disputado                            | G                                       | 5th                                     | CF                                      | NH                                      | NH                                      | NH                                      | NH                                      | NH                                      | NH                                      | NH                                      | NH                                      |                                         |                                         |                                         | 1 / 3  | 4-5   | 44.4  |

- Los resultados de los Pro Tours no se enumeran aquí.